# Villa Pernőffy-Mauthner
Le villa Pernőffy-Mauthner (en hongrois : Pernőffy-Mauthner-villa) est un édifice situé dans le 2e arrondissement de Budapest.